# 萨图尔
萨图尔（Sattur），是印度泰米尔纳德邦Virudhunagar县的一个城镇。总人口31274（2001年）。

## 人口
该地2001年总人口31274人，其中男性15366人，女性15908人；0—6岁人口3388人，其中男1770人，女1618人；识字率75.47%，其中男性为81.97%，女性为69.19%。